# Lewan Czilaczawa
Lewan Czilaczawa (gruz. ლევან ჩილაჩავაur; ur. 17 sierpnia 1991 w Suchumi) – gruziński rugbysta występujący na pozycji filara młyna, mistrz Francji i trzykrotny zdobywca Pucharu Heinekena z RC Toulonnais, reprezentant kraju, dwukrotny triumfator Pucharu Narodów Europy, dwukrotny uczestnik pucharu świata.
Urodzony w Suchumi zawodnik musiał uciekać z miasta wraz z rodziną podczas wojny w Abchazji. Grać w rugby zaczął w wieku 12 lat w klubie przy Tbiliskim Uniwersytecie Państwowym, początkowo w formacji ataku, następnie na pozycji wiązacza, a dopiero podczas ME U-18 w 2009 roku znalazł się w pierwszej linii młyna. W tym turnieju zwrócił na siebie uwagę działaczy RC Toulonnais, którzy zaproponowali mu miejsce w klubowej akademii.
Z drużynami juniorskimi tego klubu dwukrotnie – w latach 2010 i 2011 – gościł w finałach rozgrywek, wygrywając pierwszy z nich. Od roku 2011 związany był natomiast z zespołem seniorskim, z ważnością ostatniego kontraktu upływającą w roku 2019. W tym czasie jego klub zdobył mistrzostwo Francji sezonu 2013/2014, trzykrotnie z rzędu triumfował w Pucharze Heinekena oraz jego następcy ERCC1 (2012/2013, 2013/2014 i 2014/2015) oraz był finalistą European Challenge Cup edycji 2011/2012 i mistrzostw Francji w sezonach 2011/2012 i 2012/2013.
Reprezentował kraj w kategoriach juniorskich. Zagrał we wszystkich trzech meczach kadry U-18 na Mistrzostwach Europy 2009, a z kadrą U-20 zajął trzecie miejsce w Junior World Rugby Trophy 2011 w czterech meczach zdobywając cztery przyłożenia. Od roku 2012 występował w seniorskiej reprezentacji, z którą triumfował w Pucharze Narodów Europy w edycjach 2010–2012 i 2012–2014. Został także wyznaczony w składzie na Puchar Świata w Rugby 2015.